# Каспер ван Дін
Каспер Роберт ван Дін Мл. (англ. Casper Robert Van Dien, Jr., р. 18 грудня 1968, Ріджвуд, Нью-Джерсі, США) — американський актор, відомий насамперед роллю Джоні Ріко у фільмі «Зоряний десант».

## Біографія

### Ранні роки
Народився 18 грудня 1968 року в містечку Ріджвуд, штат Нью-Джерсі, США. Син Діани (уродж. Морроу), що вийшла на пенсію дошкільної вчительки, і Каспера Роберта Ван Діна Ст., Відставного льотчика-командера ВМС США. За сформованою традицією, у родині Ван Діново кожного первістка чоловічої статі називають Каспером. Каспер Роберт Ван Дін — одинадцятий член своєї династії з ім'ям Каспер. Має трьох сестер: старшу на 2 роки Сьюді Ван Дін і молодшу на 2 роки Крістін, а також зведену сестру Деббі, яка старша за нього на 14 років.
Своє дитинство Каспер провів у Ріджвуді, живучи на вулиці Ван Дін, названої на ім'я одного з його предків. Батько Каспера був офіцером на флоті, а обидва його дідуся були морськими піхотинцями під час Другої світової війни. Тому Каспер, пішовши по стопах своїх предків, відвідував Академію імені адмірала Фаррагута у Флориді. Ван Дін є нащадком старого голландського роду, давно оселився в районі Нью-Йорка. Також має шведські, французькі, англійські коріння і коріння американських індіанців. У школі Каспера часто називали Лялька Кен через зовнішність.
Коли Каспер подорослішав, його сім'я переїхала до Флориди, і він вступив до Академії імені адмірала Фаррагута в Сент-Пітерсберг. Потім він поступив в Університет штату Флорида у Таллахассі, але не закінчив його.

### Кар'єра
Інтереси Каспера змінилися, і твердо вирішивши стати актором, Ван Дін відправляється в Лос-Анджелес, де знімається в епізодичних ролях різних серіалів і фільмів. Двома його помітними ранніми ролями були епізодичні ролі в «мильній опері» «Одне життя, щоб жити» (One Life to Live) і в серіалі «Беверлі-Хіллз, 90210». Незважаючи на те, що ці телевізійні ролі приносять деяку популярність акторові, проходить ще кілька років, перш ніж Ван Діну вдається знятися в кіно.
Ван Дін знявся в 1997 в біографічному фільмі про Джеймса Діні «Джеймс Дін: гонки з долею» разом з Робертом Мітчем. Роль в цьому фільмі приносить успіх молодому акторові. Незабаром після цього він отримав роль Джонні Ріко в науково-фантастичному фільмі Пола Верхувена «Зоряний десант». Завдяки цій роботі про актора дізнається весь світ і він починає отримувати багато пропозицій. Знявся в ролі Тарзана у фільмі «Тарзан і загублене місто» в 1998. А далі в 1999 Ван Дін вже грав роль Брома Ван Бранта в «Сонної лощині» Тіма Бертона, екранізації новели «Легенда про Сонної Долині» Вашингтона Ірвінга.
У 2008 знявся в ролі Джонні Ріко в «Зоряному десанті 3: Мародер».
У 2010 році Каспер Ван Дін був гостем II Київського кінофестивалю.

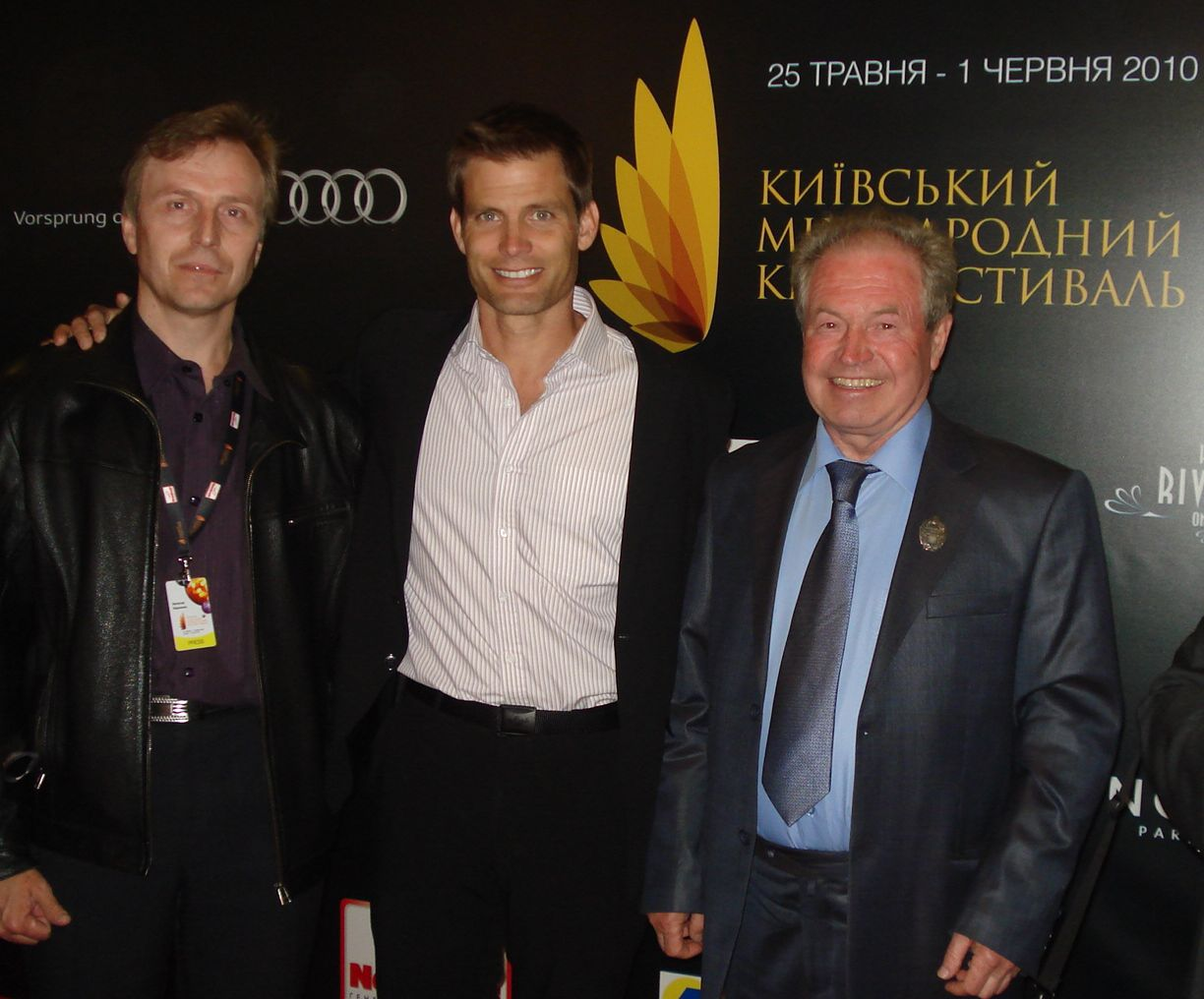
Актор Каспер Ван Дін, український підприємець та письменник Віктор Олександрович Веретенников та журналіст Віталій Баранник під час відкриття II-го Київського Міжнародного кінофестивалю.

### Особисте життя
У 1992 році Каспер починає зустрічатися з онукою знаменитого актора Роберта Мітчем, Керрі Мітчем. У наступному році вони одружуються, а 23 вересня 1993 року біля Ван Діна народжується син Каспер «Каппі» Роберт Мітчем Ван Дін, який стає дванадцятим Каспером в їхньому роду. 15 жовтня 1996 у Ван Діна народжується дочка Керолайн Дороті Грейс «Грейсі» Ван Дін. У 1997 його шлюб розпався.
8 травня 1999 року в Лас-Вегасі Ван Дін одружується з акторкою Кетрін Оксенберг, з якої він знімався разом у фільмах «Вишибали» («Колектори»), «Код Омега» та інших. Кетрін старша за Каспера на сім років, вона дочка принцеси Єлизавети Югославської і є нащадком сербської династії Карагеоргієвичів. У них є двоє спільних дітей: Майя (рід. 20 вересня 2001 року) і Селест Альма (рід. 3 жовтня 2003 року) [3]. У 2005 вони з'явилися разом у власному реаліті-шоу «Я одружився з принцесою» («I Married a Princess»), яке транслювалося в США, Великій Британії та Австралії. У 2015 році пара подала на розлучення.

## Фільмографія
| Рік       |    | Українська назва                        | Оригінальна назва                           | Роль                            |
| --------- | -- | --------------------------------------- | ------------------------------------------- | ------------------------------- |
| 1990      | тф | Menu for Murder(англ.)                  | Menu for Murder                             | охоронець                       |
| 1991      | с  | Dangerous Women                         | Dangerous Women                             | Бред Морріс                     |
| 1992      | с  | Freshman Dorm(англ.)                    | Freshman Dorm                               | Зак Тейлор                      |
| 1992      | с  | Життя продовжується                     | Life Goes On                                | ім'я персонажа невідомо         |
| 1993      | тф | Будинку у Уэбберов                      | The Webbers                                 | хлопець                         |
| 1993—1994 | с  | Одне життя, щоб жити                    | One Life to Live                            | Тайлер "Ти" Муді                |
| 1993—1994 | с  | Доктор Квін: жінка-лікар                | Dr. Quinn, Medicine Woman                   | Джессі                          |
| 1994      | с  | Беверлі-Хіллз, 90210                    | Beverly Hills, 90210                        | Гріффін Стоун                   |
| 1995      | тф | Гра на виліт                            | P. C. H.                                    | Ренді                           |
| 1995      | с  | Шовкові мережі                          | Silk Stalkings                              | Роджер Берроуз                  |
| 1995      | с  | Одружені... з дітьми                    | Married with Children                       | Ерік Уотерс                     |
| 1996      | тф | Backroads to Vegas(англ.)               | Backroads to Vegas                          | Адам                            |
| 1996      | тф | Орбіта смерті                           | Lethal Orbit                                | Тому Корбетт                    |
| 1996      | тф | Нічні очі-4                             | Night Four Eyes: Fatal Passion              | Рой                             |
| 1996      | вг | Wing Commander IV: The Price of Freedom | Wing Commander IV: The Price of Freedom     | заарештований пілот #3          |
| 1996      | тф | Око Браксуса                            | Beastmaster: The Eye of Braxus              | король Тел                      |
| 1996      | тф | Колонія                                 | The Colony                                  | ім'я персонажа невідомо         |
| 1997      | с  | За гранню можливого                     | The Outer Limits                            | Джейк Міллер                    |
| 1997      | тф | Night Scream(англ.)                     | Night Scream                                | Тедді Джонсон / Рой Ордвелл Мл. |
| 1997      | тф | Каспер: Початок                         | Casper: A Spirited Beginning                | свідок                          |
| 1997      | тф | Джеймс Дін: гонки з долею               | James Dean: Race with Destiny               | Джеймс Дін                      |
| 1997      | ф  | Зоряний десант                          | Starship Troopers                           | Джонні Ріко                     |
| 1998      | тф | Ніжити                                  | Modern Vampires                             | Даллас                          |
| 1998      | ф  | Тарзан і загублений місто               | Tarzan and the Lost City                    | Тарзан / Джон Клейтон           |
| 1998      | тф | Каспер зустрічає Венді                  | Casper Meets Wendy                          | стрижений Хенк                  |
| 1998      | ф  | На кордоні                              | On the Border                               | Джейк Бернс                     |
| 1999      | тф | Акули                                   | Shark Attack                                | Стівен МакКрэй                  |
| 1999      | тф | Колектори                               | The Collectors                              | A. K.                           |
| 1999      | ф  | Код «Омега»                             | The Omega Code                              | Джиллен Лейн                    |
| 1999      | тф | Викрадачі минулого                      | The Time Shifters (Thrill Seekers)          | Тому Мэррик                     |
| 1999      | ф  | Сонна лощина                            | Sleepy Hollow                               | Бром Ван Бант                   |
| 2000      | тф | Партнери                                | Partners                                    | Іксель                          |
| 2000      | тф | Мисливець                               | The Tracker                                 | Коннор Спірз                    |
| 2000      | тф | Ханжа                                   | Sanctimony                                  | Тому Джеррик                    |
| 2000      | тф | Пітон                                   | Python                                      | Барт Паркер                     |
| 2000      | тф | Погоня за смертю                        | A Friday Night Date                         | Джим Тревіс                     |
| 2000      | тф | Затяжний стрибок                        | Cutaway                                     | Делмира                         |
| 2001      | тф | Буревій                                 | Windfall                                    | Ейс Логан                       |
| 2001      | тф | В гонитві за долею                      | Chasing Destiny                             | Боббі Морітц                    |
| 2000—2001 | с  | Титани                                  | Titans                                      | Чендлер Вільямс                 |
| 2001      | тф | Поле бою                                | Going Back                                  | капітан Ремзі                   |
| 2001      | тф | Небезпеку з глибини                     | Danger Beneath the Sea                      | капітан Майлз Шеффілд           |
| 2002      | тф | Файл «Вектор»                           | The Vector File                             | Джеррі                          |
| 2003      | тф | Повернення чемпіона                     | Big Spender                                 | Едді Бертон                     |
| 2004      | тф | Перший рейд                             | Maiden Voyage                               | Кайл Консидин                   |
| 2004      | тф | Інтуїція                                | Premonition                                 | Джек Бэрнс                      |
| 2004      | тф | Людина-скелет                           | Skeleton Man                                | сержант Оберрон                 |
| 2004      | ф  | Покрите таємницею                       | What the #$*! Do We (K)now!?                | романтик Морітц                 |
| 2000—2001 | с  | Дій, крихта                             | Rock Me, Baby                               | Майкл                           |
| 2004      | тф | Дракула 3000                            | Dracula 3000                                | капітан Абрахам Ван Хельсинг    |
| 2005      | тф | Нальотчики з Голлівуду                  | Hollywood Flies                             | Зак                             |
| 2005      | тф | Особисте                                | Personal Effects                            | Кріс Лок                        |
| 2005      | тф | Падший ангел                            | The Fallen Ones                             | Метт Флетчер                    |
| 2005      | тф | Офіцер забійного відділу                | Officer Down                                | офіцер Філіп Холлоуз            |
| 2006      | тф | Крах: дні знищення                      | Meltdown: Days of Destruction               | Том                             |
| 2006      | тф | Тутанхамон: Прокляття гробниці          | The Curse of King Tut's Tomb                | Денні Фрімонт                   |
| 2006      | тф | Вампіри: Відродження древнього роду     | Slayer                                      | Хоук                            |
| 2006—2007 | с  | Watch Over Me                           | Watch Over Me                               | Андре Форестер                  |
| 2008      | тф | Круті стволи                            | Aces 'N' Eights                             | Люк Ріверс                      |
| 2008      | ф  | Зоряний десант 3: Мародер               | Starship Troopers 3: Marauder               | полковник Джонні Ріко           |
| 2008      | тф | Маска ніндзя                            | Mask of the Ninja                           | Джек Баррет                     |
| 2009      | тф | Одним жарким літом                      | One Hot Summer                              | Лютер Сіммондс                  |
| 2008—2009 | с  | Детектив Монк                           | Monk                                        | лейтенант Стівен Олбрайт        |
| 2010      | тф | Turbulent Skies(англ.)                  | Turbulent Skies                             |                                 |
| 2010      | с  | Laugh Track Mash-ups                    | Laugh Track Mash-ups                        | Джеймс                          |
| 2010      | тф | The Dog Who Saved Christmas Vacation    | The Dog who Saved Christmas Vacation        | Ренді Макговен                  |
| 2011      | ф  | Born to Ride                            | Born to Ride                                | Майк Каллахан                   |
| 2011      | ф  | Lake Effects                            | Lake Effects                                | Еш Хенсон                       |
| 2011      | ф  | Пакт                                    | The Pact                                    | Білл Крик                       |
| 2012      | ф  | Нуби                                    | Noobz                                       | В ролі самого себе              |
| 2013      | с  | Смертельна битва: Спадщина              | Mortal Kombat: Legacy                       | Джонні Кейдж                    |
| 2015      | ф  | Щури                                    | The higher mission                          | Джон Перріман                   |
| 2015      | ф  | Пекельний смерч                         |                                             |                                 |
| 2015      | ф  | Месники: Грімм                          | Румпельштільцхен                            |                                 |
| 2016      | ф  | Розбирання в Манілі                     | Showdown in Manila                          | Чарлі                           |
| 2016      | ф  | За краєм                                | ISRA 88                                     |                                 |
| 2015—2016 | с  | Конмен                                  | Con Man                                     | Джон Бутелл                     |
| 2017      | ф  | Зоряні рейдери: пригоди Сабер Рейн      | Star Raiders: The Adventures of Saber Raine | Сабер Рейн                      |
| 2017      | ф  | Вся справа в грошах                     | All About the Money                         | Курт Померой                    |
| 2017      | ф  | Зоряний десант: Зрадник Марса           | Starship Troopers: Traitor of Mars          | Полковник Джонні Ріко           |
| 2017      | с  | Гаваї 5.0                               | Hawaii Five-0                               | Роджер Нілс                     |
| 2018—2019 | с  | Всеамериканський (телесеріал)           | All American                                | Гарольд Адамс                   |
| 2019      | ф  | Аліта: Бойовий ангел                    | Alita: Battle Angel                         | Амок                            |